# Perditorulus segregatus
Perditorulus segregatus är en stekelart som beskrevs av Christer Hansson 2004. Perditorulus segregatus ingår i släktet Perditorulus och familjen finglanssteklar. Inga underarter finns listade i Catalogue of Life.